# Коммуніт
«Коммуніт» (інша назва: «Російський газ») — радянський німий чорно-білий художній фільм 1925 року, знятий в Ростові-на-Дону на кіностудії «ЮВКіно-комсомол». Фільм не зберігся.

## Сюжет
Фантастична стрічка про винахід в СРСР паралізуючого газу для перемоги світової революції.

## У ролях
- Лянце — Анна Крукс
- Бановський — Брянцев
- Володимир Шаховськой — Дубравін
- В. Арнольдов — Раєвський
- Семен Брюмер — епізод

## Знімальна група
- Режисер — Яків Морін
- Оператор — Ф. Назаров
- Художник — Павло Бетакі